# Concertant
Un concertant, en l'òpera, és una escena de conjunt en què intervenen diversos personatges (entre tres i sis). El terme fa referència tant a la conjunció de parts diferents, creant contrastos, com a la necessitat d'unificar la interpretació, transmetent una sensació d'homogeneïtat i plenitud musical. Cada un dels personatges interpreta una melodia diferent i un text diferent, que, però, és perfectament intel·ligible per al públic. Serveixen, generalment, per finalitzar un acte o l'òpera.